# Lista de deputados estaduais de Alagoas da 11.ª legislatura
Esta é a lista de deputados estaduais de Alagoas para a legislatura 1987–1991. Foram eleitos. 27 deputados.

## Composição das bancadas
| Partido | Líder                           | Bancada | Posição  | Ref                     |
| ------- | ------------------------------- | ------- | -------- | ----------------------- |
| PFL     | Benedito de Lira                | 10 / 27 | Oposição | [ 2 ] [ 3 ] [ 4 ] [ 5 ] |
| PMDB    | Willian Cleto Falcão de Alencar | 7 / 27  | Governo  | [ 6 ] [ 7 ] [ 8 ]       |
| PTB     | Emílio Silva                    | 6 / 27  | Governo  | [ 9 ] [ 10 ]            |
| PDT     | Sabino Romariz                  | 3 / 27  | Oposição | [ 11 ] [ 12 ]           |
| PSB     | João Barbosa Neto               | 1 / 27  | Oposição | [ 13 ] [ 14 ]           |

## Deputados estaduais
| Deputado estadual               | Partido | Votação | Cidade onde nasceu    | Unidade federativa |
| ------------------------------- | ------- | ------- | --------------------- | ------------------ |
| Sabino Romariz                  | PDT     | 34.785  | ?                     | Alagoas            |
| Antônio Holanda Costa           | PMDB    | 16.679  | União dos Palmares    | Alagoas            |
| Manuel Gomes de Barros          | PFL     | 15.597  | União dos Palmares    | Alagoas            |
| José Bernardes Neto             | PFL     | 13.819  | Atalaia               | Alagoas            |
| Antônio Guedes Amaral           | PTB     | 13.491  | Major Izidoro         | Alagoas            |
| Oscar Fontes Lima               | PTB     | 13.483  | Maceió                | Alagoas            |
| César Malta                     | PFL     | 12.676  | Maceió                | Alagoas            |
| Benedito de Lira                | PFL     | 12.484  | Junqueiro             | Alagoas            |
| José Humberto Vilar Torres      | PMDB    | 12.145  | Água Branca           | Alagoas            |
| Emílio Silva                    | PFL     | 11.366  | Palmeira dos Índios   | Alagoas            |
| Dilton Falcão Simões            | PMDB    | 10.782  | Maceió                | Alagoas            |
| José Leão de Melo               | PFL     | 10.719  | Arapiraca             | Alagoas            |
| José Medeiros                   | PTB     | 10.621  | Junqueiro             | Alagoas            |
| Edival Vieira Gaia              | PFL     | 10.223  | Igaci                 | Alagoas            |
| Elísio Sávio                    | PFL     | 9.702   | Pão de Açúcar         | Alagoas            |
| José Bandeira de Medeiros       | PFL     | 9.179   | Delmiro Gouveia       | Alagoas            |
| Diney Soares Torres             | PFL     | 8.981   | São Miguel dos Campos | Alagoas            |
| José Jota Duarte Marques        | PTB     | 8.879   | Coruripe              | Alagoas            |
| Nenoi Pinto Araújo              | PFL     | 8.868   | Santana do Ipanema    | Alagoas            |
| Willian Cleto Falcão de Alencar | PMDB    | 8.335   | Recife                | Pernambuco         |
| Manoel Pereira Filho            | PTB     | 8.331   | Arapiraca             | Alagoas            |
| Roberto Holanda de Mello        | PMDB    | 8.314   | Craíbas               | Alagoas            |
| Ismael Pereira                  | PMDB    | 7.615   | Capela                | Sergipe            |
| Afrânio Vergetti                | PMDB    | 6.783   | União dos Palmares    | Alagoas            |
| João Barbosa Neto               | PSB     | 6.405   | Rio Largo             | Alagoas            |
| Manoel Lins Pinheiro            | PDT     | 4.722   | Marechal Deodoro      | Alagoas            |
| José Augusto Filho              | PDT     | 3.986   | Coruripe              | Alagoas            |